# Pentekostalizm w Salwadorze
Pentekostalizm w Salwadorze – społeczność zielonoświątkowców w Salwadorze, będący drugą siłą religijną i stanowiący około 30% populacji. Zielonoświątkowcy są najszybciej rosnącym protestanckim ugrupowaniem. Ruch zielonoświątkowy pojawił się w Salwadorze około roku 1915.

## Historia
Nieznana jest dokładna data pojawienia się ruchu zielonoświątkowego w Salwadorze. Podawany jest rok 1914, a także daty "około 1915" i "około 1912". Przybył wtedy Frederick Mebius, kanadyjski misjonarz. Nawiązał on współpracę z Środkowoamerykańską Misją, w końcu lat 20. liczba zielonoświątkowców wynosiła około 2 tysięcy. W grudniu 1929 roku doszło do rozłamu, część wiernych pozostała pod przywództwem Mebiusa, a część skupiła się wokół Salwadorczyka Fancisco Arbizú oraz walijskiego misjonarza Ralpha Williamsa.
Do lat 50. ruch zielonoświątkowy rozwijał się głównie na wsi. W 1956 roku amerykański ewangelista Richard Jeffrey założył kilka zborów w stolicy. W 1960 Zbory Boże (Asambleas de Dios) miały w San Salvadorze 20 zborów, w których gromadziło się 1200 wiernych.
Inna zielonoświątkowa denominacja, Kościół Boży (Iglesia de Dios) rozwijała się wolniej. Niemniej w latach 60. i 70. obie denominacje prześcignęły pozostałe protestanckie kościoły.
W 1967 zielonoświątkowcy stanowili 70% salwadorskich protestantów. W końcu lat 70. nastąpił gwałtowny wzrost pentekostalizmu. Wzrost ten prawdopodobnie był wynikiem zmian politycznych oraz kryzysu ekonomicznego w Salwadorze. W latach 80. stadiony piłkarskie służyły dla celów ewangelizacyjnych. W roku 1992 największe zbory organizowały swoje nabożeństwa na stadionach. Oprócz masowych kampanii ewangelizacyjnych ważną rolę odegrały również media.

## Statystyki
W roku 2009 katolicy stanowili 50,4%, a protestanci 38,2% , z których większość stanowili zielonoświątkowcy.
Zielonoświątkowe denominacje :
- Misión Cristiana Elim Internacional (Międzynarodowa Misja Chrześcijańska Elim) – 135 714 wiernych, 68 zborów
- Asambleas de Dios de la Republica de el Salvador (Zbory Boże) – 135 tysięcy wiernych, 1560 zborów
- Iglesia Evangelical del Príncipe de Paz – 90 tysięcy, 514 zborów
- Iglesia de Dios (Kościół Boży) – 45 tysięcy wiernych, 440 zborów
- Iglesia Pentecostal Unida Internacional de el Salvador – 27 500 wiernych, 300 zborów
- Concilio Latinoamericano de la Iglesia de Dios Pentecostal – 19 700 wiernych, 155 zborów
- Iglesia Bíblica Bautista Amigos de Israel – 15 tysięcy wiernych, 10 zborów
- Iglesia de Dios Pentecostal – 8 tysięcy wiernych, 53 zborów
- Iglesia de Dios (Israelita) – 5400 wiernych, 90 zborów
- Iglesia de Dios (Anderson) – 5200 wiernych, 217 zbory